# Trichoniscus lazzaronius
Trichoniscus lazzaronius is een pissebed uit de familie Trichoniscidae. De wetenschappelijke naam van de soort is voor het eerst geldig gepubliceerd in 1952 door Karl Wilhelm Verhoeff.